# ATC-kod L04: Immunsuppressiva medel
ATC-kod L04: Immunsuppressiva medel är en del av klassificeringssystemet ATC (Anatomical Therapeutic Chemical Classification System) för läkemedel och vissa andra medicinska produkter. ATC utvecklas av WHO och består av alfanumeriska koder indelade i grupper utifrån anatomi, medicinsk funktion och läkemedelstyp på 5 olika kodnivåer. Denna sida utgör innehållet i en specifik grupp på nivå 2.

## L04A Immunsuppressiva medel

### L04AA Selektiva immunsuppressiva medel
L04AA01 Ciklosporin
L04AA02 Muromonab-cd3
L04AA03 Antilymfocyt immunoglobulin (häst)
L04AA04 Antiitymocyt immunglobulin (kanin)
L04AA05 Takrolimus
L04AA06 Mykofenolsyra (Mykofenolatmofetil)
L04AA08 Daclizumab
L04AA09 Basiliximab
L04AA10 Sirolimus
L04AA11 Etanercept - Koden används inte längre utan substansen har av WHO omklassificerats till L04AB01.
L04AA12 Infliximab
L04AA13 Leflunomid
L04AA14 Anakinra
L04AA15 Alefacept
L04AA16 Afelimomab
L04AA17 Adalimumab
L04AA18 Everolimus
L04AA19 Gusperimus
L04AA21 Efalizumab
L04AA22 Abetimus
L04AA23 Natalizumab
L04AA24 Abatacept
L04AA25 Ekulizumab

### L04ABTumörnekrosfaktor alfa(TNF-α)-hämmare
L04AB01 Etanercept
L04AB02 Infliximab
L04AB04 Adalimumab

### L04ACInterleukinhämmare
L04AC01 Daclizumab
L04AC02 Basiliximab
L04AC03 Anakinra

### L04ADKalcineurinhämmare
L04AD01 Ciklosporin
L04AD02 Takrolimus

### L04AX Övriga immunsuppressiva medel
L04AX01 Azatioprin
L04AX02 Talidomid
L04AX03 Metotrexat
L04AX04 Lenalidomid

### Engelska
- WHO Collaborating Centre for Drug Statistics Methodology - ATC Index
- WHO Collaborating Centre for Drug Statistics Methodology - ATCvet Index

### Svenska
- SIL online
- FASS.se - ATC
- FASS.se - Veterinär-ATC
- Sök läkemedelsfakta - Läkemedelsverket
- Socialstyrelsen : Klassifikationer
- Nationellt produktregister för läkemedel - NPL